# Grant (účelový dar)
Grant (z angl.) je účelový příspěvek (dotace) na veřejně prospěšný účel, který se obvykle získává ve více méně veřejné soutěži s anonymním posouzením na základě předloženého projektu. Zatímco v USA a ve Velké Británii je význam slova grant (cena) širší a zahrnuje i soukromou dobročinnost, v ostatní Evropě se jím obvykle míní podpora vědeckých, výzkumných, případně i kulturních projektů, poskytovaná institucemi.

## Terminologie
(Grantovou) přihlášku, resp. (grantovou) žádost podává uchazeč (fyzická nebo právnická osoba) poskytovateli (grantu, dotace) na předepsaném formuláři a ve stanovené lhůtě. S přihláškou, resp. žádostí se obvykle předkládá projektová přihláška, resp. návrh projektu, na kterém je rovněž uchazečem uveden navrhovatel, což je fyzická osoba odpovědná za odbornou úroveň řešení projektu v případě vydání kladného rozhodnutí o přidělení dotace na předkládaný projekt. Pokud je uchazečem právnická osoba, musí být navrhovatel v pracovněprávním vztahu s uchazečem, pokud je uchazečem fyzická osoba, pak je zároveň i navrhovatelem. Je-li vydáno kladné rozhodnutí o přidělení dotace na předkládaný projekt, navrhovatel se stává řešitelem (grantového) projektu a uchazeč, je-li fyzickou osobou, se stává příjemcem (grantu) a je-li právnickou osobou, stává se nositelem (grantu).
Grantová soutěž má určitá pravidla, nositel odpovídá za účetní správnost a řešitel za to, že projekt úspěšně uskuteční. O průběhu a výsledku projektu se podávají pravidelné zprávy, které poskytovatel grantu vyhodnocuje. Obvykle si vyhrazuje také právo průběh projektu sledovat a kontrolovat.

## Kontroverze
Přidělování grantů často vykazuje předpojatost. Například úspěch přidělení vědeckých grantů v USA je stále více ve prospěch starších žadatelů.
Texty přihlášek čím dál tím více používají propagační jazyk.